# ホンドロン区
ホンドロン区（ホンドロンく、モンゴル語：ᠬᠥᠨᠳᠡᠯᠡᠨ
ᠲᠣᠭᠣᠷᠢᠭ　 Köndelen toɣoriɣ、昆都侖区）は、中華人民共和国内モンゴル自治区包頭市に位置する市轄区。

## 行政区画
13ジュール・ゴドムジ（街道）、2バルガス（鎮）を管轄
- 街道弁事処
  - バグチョード・ジャムン・ジュール・ゴドムジ（少先路街道）
  - 沼潭街道
  - 林蔭路街道
  - ノホルロル・イフ・ジューリーン・ジュール・ゴドムジ（友誼大街街道）
  - アルティン・イフ・ジューリーン・ジュール・ゴドムジ（阿爾丁大街街道）
  - ボルホムドル・イフ・ジューリーン・ジュール・ゴドムジ（団結大街街道）
  - アンシャン・ジュール・ゴドムジ（鞍山道街道）
  - 前進道街道
  - ホティーン・ジャサグン・オルド・ジューン・ジャムン・ジュール・ゴドムジ（市府東路街道）
  - バエン・ジャムン・ジュール・ゴドムジ（白雲路街道）
  - ハタン・ゴル・バローン・ジャムン・ジュール・ゴドムジ（黄河西路街道）
  - 昆工路街道
  - 昆北街道
- バルガス（鎮）
  - ホンドロン・ゴル・バルガス（昆河鎮）
  - ボルハント・バルガス（卜爾漢図鎮）